# Kristopher Gilchrist
Kristopher Gilchrist (ur. 3 grudnia 1983), brytyjski pływak, mistrz świata na krótkim basenie w wyścigu na 200 m stylem klasycznym, brązowy medalista mistrzostw Europy.

## Sukcesy

### Mistrzostwa świata (basen 25 m)
- 2008 Manchester –  (200 m klasycznym)

### Mistrzostwa Europy
- 2006 Budapeszt –  (200 m klasycznym)[1]